# Davido
David Adedeji Adeleke (Atlanta, Estados Unidos, 21 de noviembre de 1992), conocido por su nombre artístico Davido, es un cantante, compositor y productor discográfico estadounidense-nigeriano.
Nacido en Atlanta, Davido creció en Lagos e hizo su debut musical como integrante de la agrupación KB International junto a sus primos B-Red y Sina Rambo. Estudió Administración de Empresas en el Oakwood University antes de retirare para hacer ritmos y grabar referencias musicales. Davido saltó a la fama después de publicar «Dami Duro», el segundo sencillo de su álbum debut Omo Baba Olowo en 2012. De este se publicaron seis sencillos adicionales: «Back When», «Ekuro», «Overseas», «All of You», «Gbon Gbon», y «Feel Alright». En el 2012, ganó el Premio Next Rated en The Headies. Entre 2013 y 2015, publicó los exitosos sencillos «Gobe», «One of a Kind», «Skelewu», «Aye», «Tchelete (Goodlife)», «Naughty», «Owo Ni Koko», «The Sound» y «The Money». 
En enero de 2016, anunció en Twitter que había firmado un contrato discográfico con Sony Music. Su anuncio obtuvo diversas reacciones. El sello discográfico publicó un comunicado de prensa confirmando el acuerdo. A pocos meses de haber firmado con Sony, Davido fundó el sello discográfico Davido Music Worldwide (DMW). Dremo, Peruzzi y Mayorkun forman parte del sello. En julio de 2016, Davido firmó un contrato discográfico con RCA Records. En octubre de 2016, publicó su primer EP, compuesto por cinco canciones, Son of Mercy, del cual se desprendieron tres sencillos: «Gbagbe Oshi», «How Long» y «Coolest Kid in Africa». El EP contiene apariciones especiales de Simi, Tinashe y Nasty C. Davido reveló a Pulse Nigeria en abril de 2017 que había renegociado su contrato con Sony debido a problemas de control creativo. El publicó cinco sencillos en 2017 después de reestructurar su contrato, incluyendo «If» y «Fall». El primer generó una gran repercusión en las redes sociales en todo el mundo, mientras que el último se convirtió en la canción pop nigeriana de mayor rendimiento en la historia de Billboard.
En 2017, ganó el premio al mejor artista africano en los premios MOBO y en los MTV Europe Music Awards además en este último se coronó como en la categoría Mejor Artista Mundial.
En noviembre de 2019, lanzó su segundo álbum de estudio A Good Time, con el apoyo de sencillos como "Blow My Mind". Fue reconocido como uno de los 100 africanos más influyentes por la revista New African en 2019. Lanzó su tercer álbum de estudio A Better Time, el 13 de noviembre de 2020.

## Vida y carrera musical
David Adedeji Adeleke nació el 21 de noviembre de 1992, hijo de Adedeji y Vero Adeleke en Atlanta, Georgia. Su padre es un magnate empresarial nigeriano y su madre, quien falleció, fue profesora universitaria. Asistió al British International School Lagos en Lagos y estudió Administración de Empresas en el Oakwood University. Su interés por la música surgió durante su tiempo en Oakwood. Él compró equipos musicales y comenzó a hacer beats además de grabar referencias musicales. Se retiró del Oakwood University cuando comenzó a recibir malas calificaciones y se trasladó a Londres, donde se enfocó su energía en el canto. Cuando Davido regresó a Nigeria en 2011, su carrera musical fue dejada de lado, al acceder a honrar a su padre al inscribirse en la Universidad de Babcock. En julio de 2015, se graduó de Babcock con un título en música después de que su padre le pagara a la universidad para comenzar un departamento de música y comenzar un nuevo curso.
Davido comenzó a trabajar en su álbum de estudio debut, Omo Baba Olowo en 2011. La música del álbum es una mezcla de Afrobeats y hip hop. Davido alistó a Jay Sleek, Maleek Berry, GospelOnDeBeatz, Spellz, Dokta Frabz, Mr. Chidoo, Theory Soundz y Shizzi en la producción del álbym. Omo Baba Olowo incluye apariciones especiales de Naeto C, Sina Rambo, B-Red, Kayswitch, Ice Prince y 2Baba. El álbum recibió comentarios generalmente negativos de expertos musicales, quienes denunciaron su contenido lírico y la composición de canciones de Davido. El álbum ganó el Premio a Mejor Álbum R&B/Pop y recibió una nominación en los Premio Next Rated en The Headies de 2013. Así mismo, recibió una nominación a Mejor Álbum del Año en los Nigeria Entertainment Awards de 2013.
En enero de 2016 firmó un contrato con Sony Music y unos meses después fundó el sello discográfico Davido Music Worldwide (DMW), al que están vinculados los artistas Dremo, Mayorkun, Yonda y Peruzzi. En julio de 2016 firmó un contrato con RCA Records. En octubre de 2016 lanzó Son of Mercy, un EP de 5 pistas del que se extrajeron los sencillos «Gbagbe Oshi», «How Long» y «Coolest Kid in Africa». En 2017 lanzó cinco sencillos, incluidos «If» y «Fall». En noviembre de 2019 lanzó su segundo álbum de estudio A Good Time. Todos menos uno de los temas de este trabajo fueron producidos por productores nigerianos. La portada del álbum presenta a Davido, su padre y una escultura de su madre.
En enero de 2020 fue incluido por el Times como una de las 20 personas que pueden cambiar el mundo. El 13 de noviembre de 2020 lanzó su tercer álbum A Better Time que cuenta con apariciones especiales de Lil Baby, Nicki Minaj, Nas, Chris Brown, Tiwa Savage y Young Thug, entre otros.
El 1 de abril de 2022 se lanzó la canción oficial de la Copa Mundial de Fútbol de 2022, titulada "Hayya Hayya (Better Together)", interpretada por Trinidad Cardona, AISHA y Davido.

## Vida personal

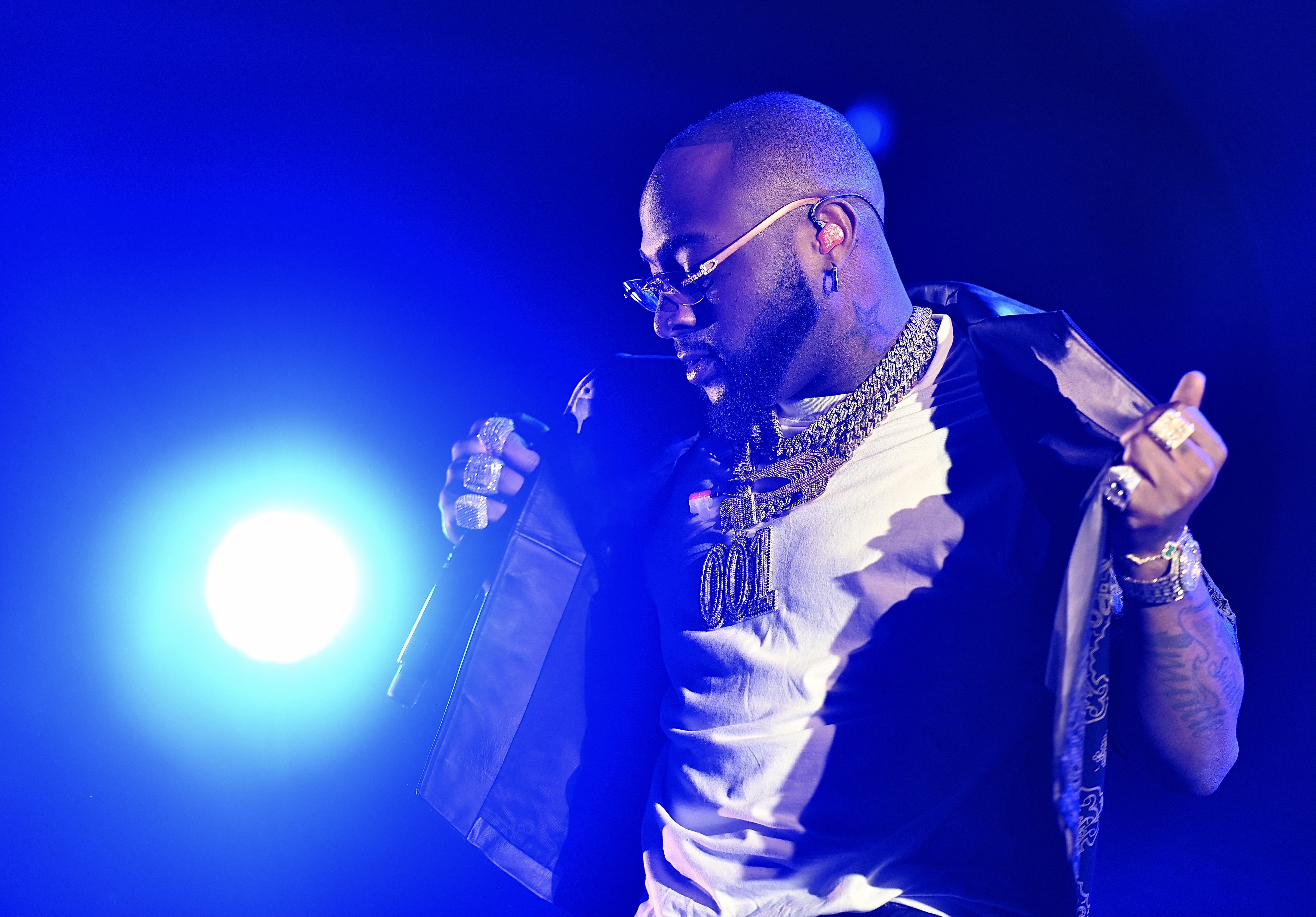
Davido en concierto.

Davido tiene tres hijos. Está comprometido con Chioma, la madre de su tercer hijo.

### Supuesta vinculación de pertenecer a un culto
Davido ha enfrentado acusaciones de ser miembro de la cofradía Black Axe (Aye Cult Group). Ha sido acusado de hacer gestos de pandillas de culto en su música y videos personales. El 5 de septiembre de 2018, Daily Post informó que un presunto miembro del culto Black Axe arrestado por la policía nigeriana confesó que fue captado por el grupo con promesas de que conocería a la estrella musical, Davido. El 15 de septiembre de 2018, en una conversación con Vanguard, el mánager de Davido, Asa Asika, negó tener conocimiento de que Davido fuera miembro de algún grupo de culto secreto. El 10 de agosto de 2019, Information Nigeria informó sobre el revuelo de Davido compartiendo un video sobre su historia en Instagram asegurando al Aye Cult Group de su lealtad. En el se podía ver que expresaba los gritos característicos de la cofradía; “Egede, Aye for life” (“Egede, Aye de por vida”).

## Discografía

### Álbumes de estudio
- 2012: Omo Baba Olowo
- 2019: A Good Time
- 2020: A Better Time

### EPs
- 2016: Son of Mercy

### Sencillos
- 2011: "Back When" (con Naeto C) [desde Omo Baba Olowo]
- 2011: "Dami Duro" [desde Omo Baba Olowo]
- 2012: "Ekuro" [desde Omo Baba Olowo]
- 2012: "Overseas" (featuring Sina Rambo) [desde Omo Baba Olowo]
- 2012: "Gbon Gbon" [desde Omo Baba Olowo]
- 2012: "All of You" [desde Omo Baba Olowo]
- 2012: "Feel Alright" (con Ice Prince) [desde Omo Baba Olowo]
- 2013: "One of a Kind"
- 2013: "Gobe"
- 2013: "Skelewu"
- 2014: "Aye"
- 2014: "Tchelete (Goodlife)" (con Mafikizolo)
- 2015: "Dodo"
- 2015: "Fans Mi" (con Meek Mill)
- 2015: "Owo Ni Koko"
- 2015: "The Sound" (con Uhuru & DJ Buckz)
- 2015: "The Money" (con Olamide)
- 2016: "Gbagbe Oshi" [desde Son of Mercy]
- 2016: "How Long" (con Tinashe) [desde Son of Mercy]
- 2016: "Coolest Kid in Africa" (con Nasty C) [desde Son of Mercy]
- 2017: "If" [desde A Good Time]
- 2017: "Fall" [desde A Good Time]
- 2017: "Pere" (con Rae Sremmurd & Young Thug)
- 2017: "Fia"
- 2017: "Like Dat"
- 2018: "Flora My Flawa"
- 2018: "Assurance" [desde A Good Time]
- 2018: "Nwa Baby"
- 2018: "Wonder Woman"
- 2019: "Blow My Mind" (con Chris Brown) [desde A Good Time]
- 2019: "Risky" (con Popcaan) [desde A Good Time]
- 2020: "FEM" [desde A Better Time]
- 2020: "So Crazy" (con Lil Baby) [desde A Better Time]
- 2020: "Jowo" [desde A Better Time]
- 2021: "The Best" (con Mayorkun) [desde A Better Time]
- 2022: "Hayya Hayya (Better Together)" (con Trinidad Cardona y AISHA)
- 2025: "You Alone"

## Filmografía
- 2021: Un príncipe en Nueva York 2